# 오한결
오한결(2010년 6월 1일 ~ )은 대한민국의 배우이다.

## 학력
- 어정초등학교 (졸업)
- 초당중학교 (재학)

## 출연

### 드라마
- 2017년 《수상한 파트너》 - 어린 노지욱 역 (지창욱 아역)
- 2017년 《수요일 오후 3시 30분》 - 어린 윤재원 역 (홍빈 아역)
- 2017년 《투깝스》 - 조준수 역
- 2018년 《대군 - 사랑을 그리다》 - 이윤 역
- 2018년 《라이브》 - 어린 염상수 역 (이광수 아역)
- 2018년 《너도 인간이니?》 - 남신Ⅰ (어린 남신) 역 (서강준 아역)
- 2018년 《라이프 온 마스》 - 어린 김민석 역 (최승윤 아역)
- 2019년 《황후의 품격》 - 나동식 역
- 2019년 《트랩》 - 강시우 역
- 2019년 《KBS 드라마 스페셜 - 렉카》 - 어린 정태구 역 (이태선 아역)
- 2019년 《사랑의 불시착》 - 정우필 역
- 2020년 《낮과 밤》 - 어린 도정우 역 (남궁민 아역)
- 2021년 《루카: 더 비기닝》 - 어린 지오 역 (김래원 아역)
- 2021년 《보이스 4》 - 어린 동방민 역 (이규형 아역)
- 2021~22년 《꽃 피면 달 생각하고》 - 어린 이표 역 (변우석 아역)
- 2022년 《조선 정신과 의사 유세풍》 - 석철 역
- 2024년 《미녀와 순정남》- 어린 박도식 역 (양대혁 아역)
- 2024년 《지옥에서 온 판사》 - 유민준 역

### 영화
- 2024년 《양치기》 - 요한 역

### 뮤직비디오
- 에이핑크 - 《너란 봄》
- 워너원 - 《Beautiful》